# Odontomasoreus
Odontomasoreus is een geslacht van kevers uit de familie van de loopkevers (Carabidae). De wetenschappelijke naam van het geslacht is voor het eerst geldig gepubliceerd in 1968 door Darlington.

## Soorten
Het geslacht Odontomasoreus is monotypisch en omvat slechts de volgende soort:
- Odontomasoreus humeralis Darlington, 1968